# سیارک ۴۰۶۳
سیارک ۴۰۶۳ (به انگلیسی: 4063 Euforbo، نامگذاری:1989CG2) چهار هزار و شصت و سومین سیارک کشف شده‌است که در ۱ فوریه ۱۹۸۹ کشف شد.
قدر مطلق سیارک برابر ۸٫۶۰ است.